# Dorchester
För andra betydelser, se Dorchester (olika betydelser).
Dorchester är en stad och civil parish i grevskapet Dorset i England. Staden är huvudort för enhetskommunen Dorset och ligger cirka 39 kilometer väster om Bournemouth samt cirka 12 kilometer norr om Weymouth. Tätorten (built-up area) hade 19 060 invånare vid folkräkningen år 2011.
Staden har varit grevskapets huvudort sedan 1305 och enhetskommunen Dorsets huvudort sedan dess inrättande år 2019. Flera stora arbetsgivare tillhör den offentliga sektorn.

## Historia
Dorchesters rötter sträcker sig tillbaka till förhistorisk tid. Fornborgen Maiden Castle, söder om Dorchester, härstammar från järnåldern.

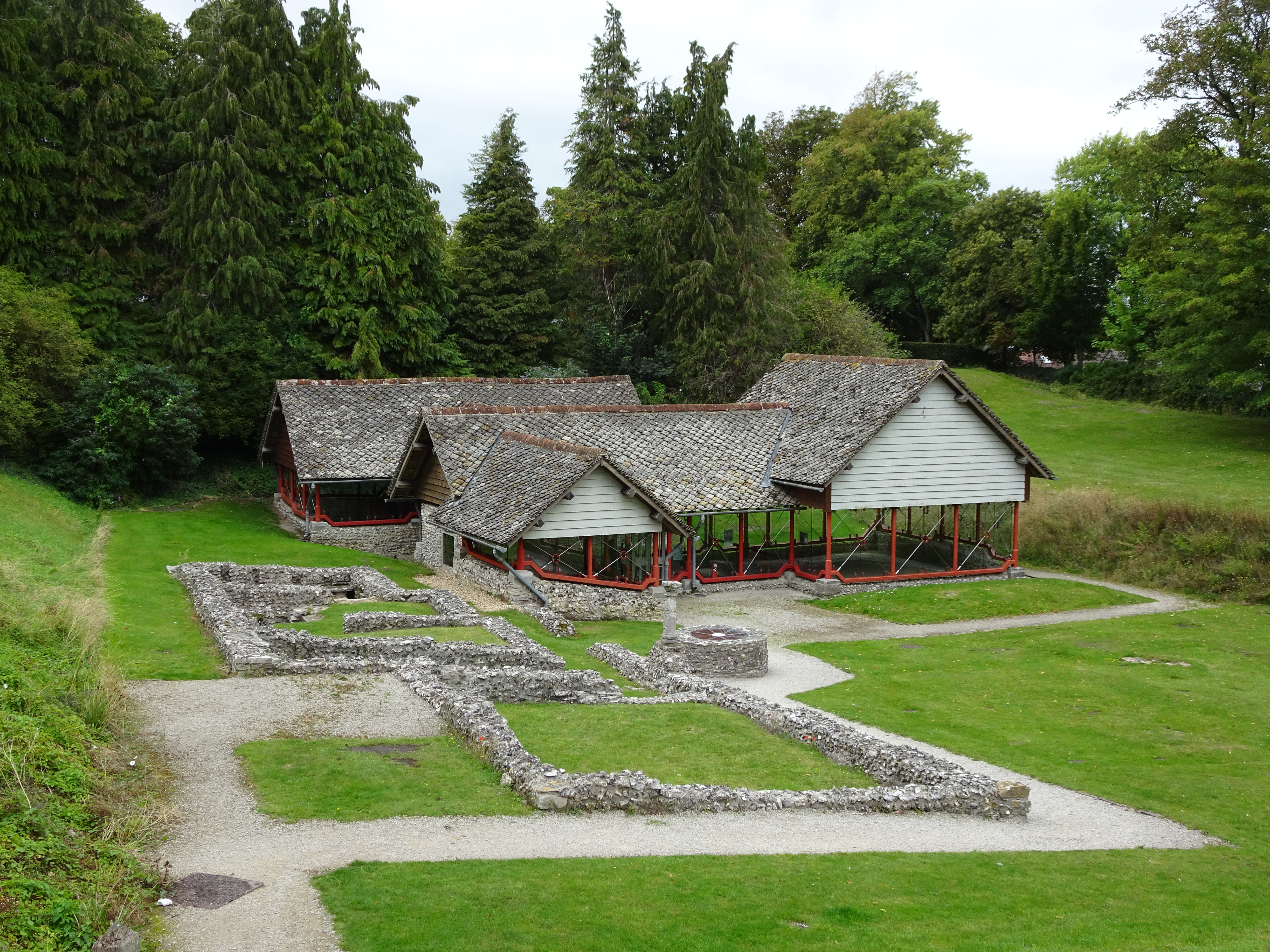
Romerska ruiner i Dorchester.

Romarna tog kontroll över området mellan 43 och 70 e.Kr., och kallade Dorchester Durnovaria. De byggde murar kring staden som det fortfarande finns rester kvar av. Även andra romerska lämningar finns bevarade.
År 864 dominerades området av en grupp av nyligen anlända saxare som kallade sig Dorsaetas. De kallade staden Dornwaraceaster eller Dornwaracester, vilket kombinerar det keltisk-romerska ordledet 'Dor/Dorn' med 'cester', som var ett anglosaxiskt ord för romersk befästning. Via Dorncester/Dornceaster uppstod det nuvarande namnet.
Storbränder 1613 och 1725 förstörde stora delar av staden, men några medeltida byggnader överlevde.
Under 1600-talet var staden ett centrum för den puritanska utvandringen till Amerika. Den lokale kyrkoherden John White organiserade bosättningen av Dorchester i Massachusetts. Under det engelska inbördeskriget hölls staden av parlamentssidan. Efter hertigen av Monmouths misslyckade uppror dömdes nästan 300 av hans män till döden eller deportering i Dorchester.

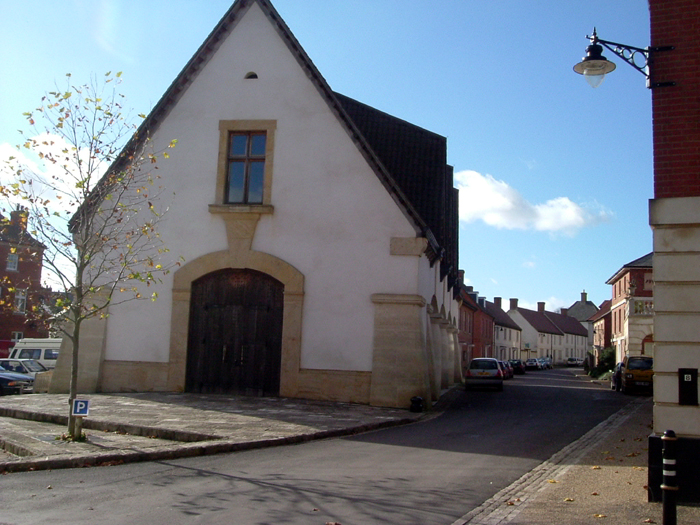
Gatumiljö i Poundbury.

Dorchester expanderade inte utanför de gamla stadsmurarna förrän i slutet av 1800-talet, eftersom allt land väster, söder och öster om staden ägdes av hertigen av Cornwall. Hertigen, idag Charles III av Storbritannien, äger än idag områden runt Dorchester, bland annat mönstersamhället Poundbury i Dorchesters västra utkant. Byggandet av Poundbury inleddes 1993 med stöd av Charles III av Storbritannien och planeras pågå fram till år 2025.

## Kultur
Författaren och poeten Thomas Hardy baserade staden Casterbridge på Dorchester. Hardys barndomshem ligger öster om Dorchester, och hans hus i staden, Max Gate, ägs av National Trust och är öppet för allmänheten. William Barnes, som skrev poesi på West Country-dialekt, var kyrkoherde i byn Winterborne Came utanför Dorchester i 24 år fram till sin död 1886. Bägge männen står som statyer i centrala Dorchester, Barnes utanför St Peter's Church och Hardy vid korsningen Top o' Town.
På kullarna sydväst om staden står ett monument över en annan Thomas Hardy, Thomas Masterman Hardy, som kämpade under Lord Nelson. Den australiensiske konstnären Tom Roberts föddes i Dorchester 1856.